# Лейк (окръг, Калифорния)
Вижте пояснителната страница за други значения на Лейк.
Лейк или Езеро (на английски: Lake, в превод „Езеро“) е окръг в Калифорния. Окръжният му център е град Лейкпорт. Окръг Лейк се намира на север от Района на Сан Франциско в централната част на Северна Калифорния.

## География
Лейк е с обща площ от 3443 кв.км. (1329 кв.мили).

## Население
Окръг Лейк е с население от 58 309 души.(2000)

## Градове и градчета
- Клиърлейк
- Клиърлейк Оукс
- Коб
- Келисвил
- Лейкпорт
- Лоуър Лейк
- Люцерн
- Мидълтаун
- Северен Лейкпорт
- Хидън Вали Лейк
- Ъпърлейк